# Louise de Clermont

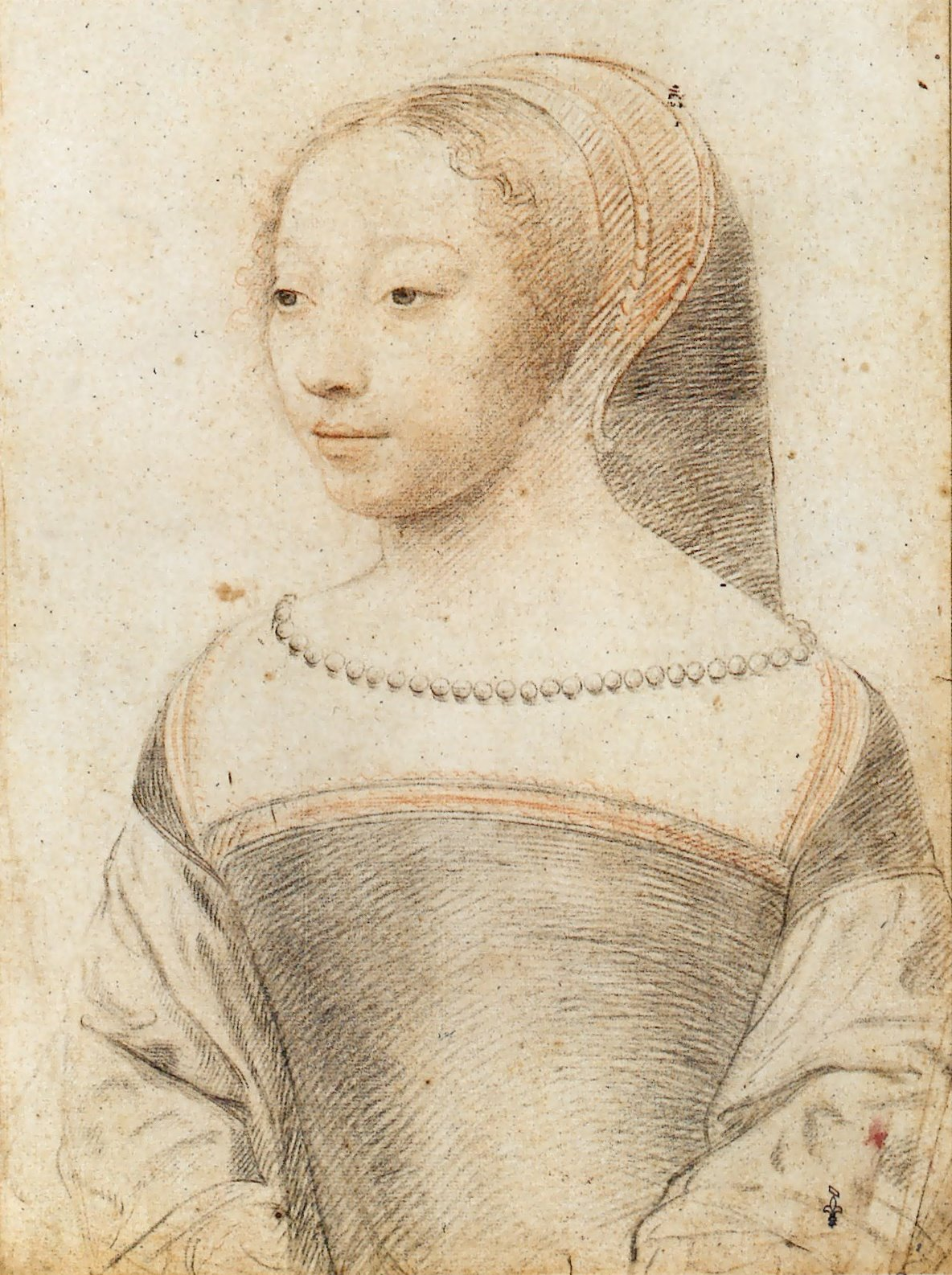
Louise de Clermont, Comtesse de Tonnerre, François Clouet, um 1560, Musée Condé

Louise de Clermont-Tallard (* 1504; † 1596 in Tonnerre), Gräfin von Tonnerre, Gräfin und Herzogin von Uzès, war eine Hofdame der Königin Katharina von Medici. Ihr freimütiges Reden und ihre Vertrautheit mit der königlichen Familie machten sie zu einer originellen und einflussreichen Persönlichkeit am französischen Hof.

## Leben

### Mademoiselle de Tallard
Louise ist die Tochter von Bernardin de Clermont, Vicomte de Tallard (1440–1522), einem Adligen aus der Dauphiné, und Anne de Husson (1475–1540), Gräfin von Tonnerre. Unter dem Namen Mademoiselle de Tallard debütierte sie sehr jung am französischen Hof, wo sie mit Claude (1499–1524), der Tochter von Ludwig XII. und Anne de Bretagne, erzogen wurde und eine Ausbildung erhielt, die ihren Geist für die Künste und die Literatur öffnete.
1531 wurde sie Demoiselle d’honneur von Luise von Savoyen, der Mutter von Franz I., und dann von Madeleine (1520–1537) und Marguerite (* 1523), den beiden jüngeren Töchtern des Königs.
Am 13. April 1532 heiratete ihr Bruder Antoine III. de Clermont Françoise de Poitiers, Tochter von Jean de Poitiers, Seigneur de Saint-Vallier, und Schwester von Diane de Poitiers, der späteren Mätresse des zweiten Sohnes von Franz I., Heinrich, Herzog von Orléans. Im Oktober 1533 nahm sie an der Hochzeit Heinrichs mit Katharina von Medici teil.
Clément Marot feierte 1537 die Freundschaft, die Franz I. „seinem Frosch“ entgegenbrachte, und beschreibt sie als ein „Mädchen, das keinem anderen ähnelt (...) denn nichts als Esprit ist die kleine Blonde, Esprit, die den anderen nicht gleicht“.

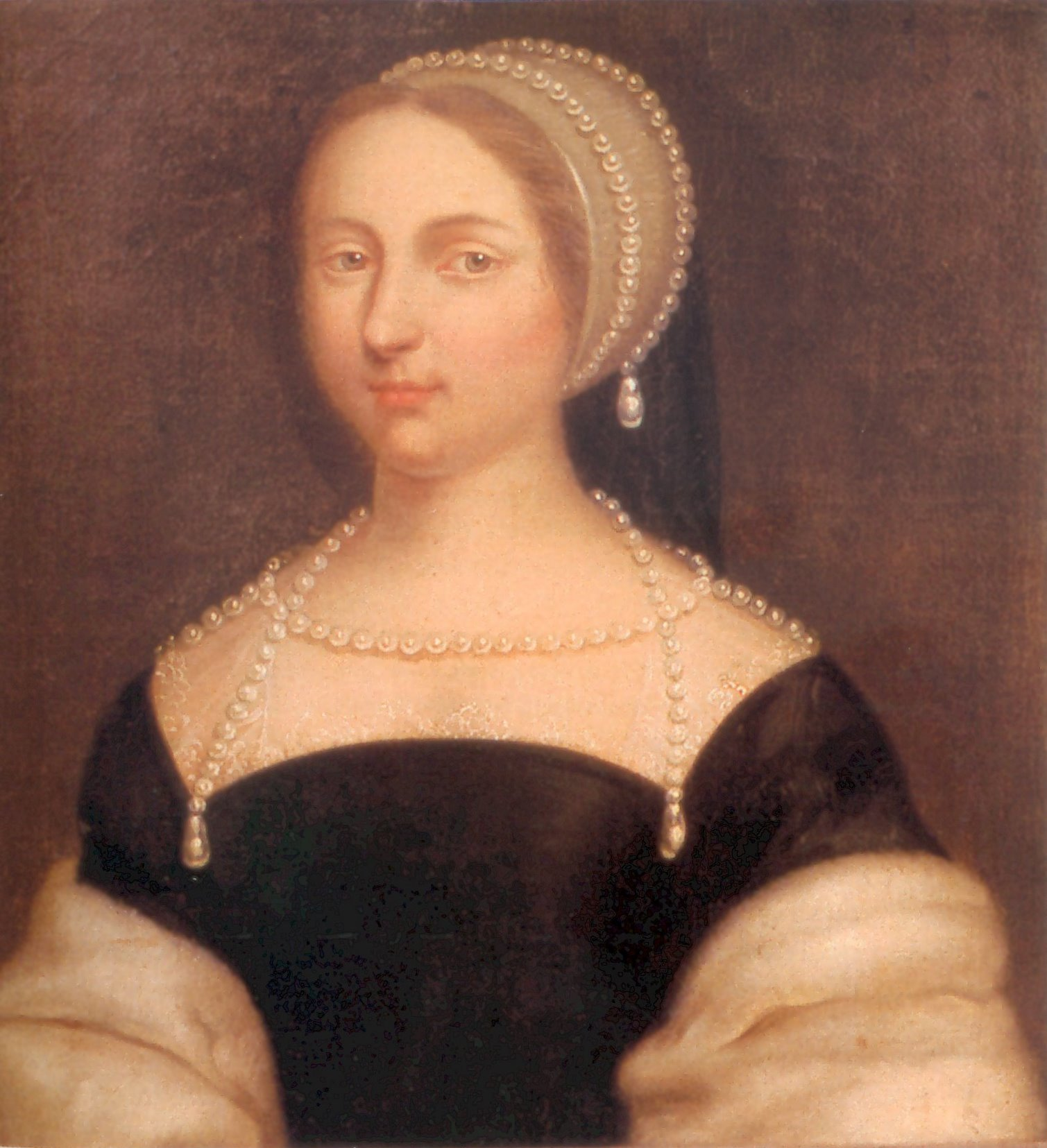
Louise de Clermont, Comtesse de Tonnerre, Anonym, um 1560, Collection ducale d’Uzès

### Madame du Bellay
Im Jahr 1538 heiratete sie François du Bellay, Prince d’Yvetot, einen Vetter des Dichters Joachim du Bellay.
Ab 1544 ließ ihr Bruder Antoine das majestätische Schloss Ancy-le-Franc unweit von Tonnerre errichten. Mit den Bauarbeiten wurde der Architekt Sebastiano Serlio beauftragt.
Louise trat 1552 in den Dienst Katharina von Medicis, die Königin von Frankreich geworden war. Im Jahr 1553 starb François du Bellay, ihr einziges gemeinsames Kind, Henri du Bellay, starb im gleichen Jahr.

### Comtesse d’Uzès
Am 10. April 1556 heiratete sie in zweiter Ehe Antoine de Crussol, Vicomte d’Uzès, im Schloss Amboise. Als Beweis für ihre Vertrautheit mit der Königin fand die Hochzeit in Anwesenheit u. a. des Königs und der Königin statt, des Connétable de Montmorency, des Kardinals von Lothringen, des Herzogs von Guise und dessen Frau Anna d’Este, des Herzogs von Nemours und der zukünftigen schottischen Königin Maria Stuart statt. Anlässlich der Hochzeit wurde die Baronie Uzès in eine Grafschaft umgewandelt.
Kurz darauf, am 8. Juli 1556, verwüstete ein Feuer in der Stadt Tonnerre, die fast vollständig niederbrannte. Die Einwohner machen daraufhin Louise verantwortlich, da ein Rechtsstreit und ein Prozess zwischen ihnen und ihrer Gräfin stattfand.
Louise de Clermont, deren Intelligenz und Bildung am Hof gerühmt wurde, erlebte, wie Pierre de Ronsard ein Sonett zu ihren Ehren verfasste und sie zur „schönsten Zierde des Hofes“ erklärte.
Der Tod von Heinrich II. am 10. Juli 1559 veränderte dann die Machtverhältnisse am Hof grundlegend. Katharina von Medici, die sich für Mäßigung bei der Behandlung religiöser Probleme einsetzte, sah ihren Einfluss wachsen. Anfang 1560 ernannte sie Antoine de Crussol zum Chevalier d’honneur, dem wichtigsten Amt in ihrem Haushalt. Um die Königinmutter bildete sich eine Gruppe von Gemäßigten, die an bürgerliche Toleranz glaubten und den Protestanten Gewissens- und Praxisfreiheit gewähren wollten: Michel de L’Hospital, Jean de Monluc, Bischof von Valence, der Kardinal von Lothringen, aber auch Antoine de Crussol und Louise de Clermont.
Die von Katharina von Medici betriebene Befriedungspolitik stieß jedoch auf die Provokationen der intolerantesten der beiden Parteien. Das Blutbad von Wassy am 1. März 1562 entzündete die Flammen und löste den ersten der Religionskriege aus.
Antoine de Crussol und Louise de Clermont bemühen sich trotz der Unruhen, ihre Treue zur Königinmutter und ihre Sympathie für die Protestanten miteinander zu vereinbaren. Ob sie so weit gingen, zum Protestantismus überzutreten, ist nicht belegt. Dagegen ist die Konversion von Antoines jüngeren Brüdern nachgewiesen: Jacques, der die hugenottischen Truppen im Languedoc anführte, Charles, der im März 1563 in den Reihen der Protestanten getötet wurde, und Galiot, der 1572 während der Bartholomäusnacht ermordet wurde.
Am 19. März 1563 brachte das Edikt von Amboise einen zerbrechlichen Frieden in das zerrissene Königreich Frankreich. Katharina von Medici ließ daraufhin die Volljährigkeit des jungen Königs Karl IX. verkünden und begann von Januar 1564 bis Mai 1566 eine lange Reihe von Reisen durch Frankreich, um den König bekannt zu machen und das Ansehen der Monarchie wiederherzustellen. Sie wurde von einem großen Gefolge begleitet, wobei ihr Chevalier d’honneur und ihre engste Freundin an erster Stelle standen.

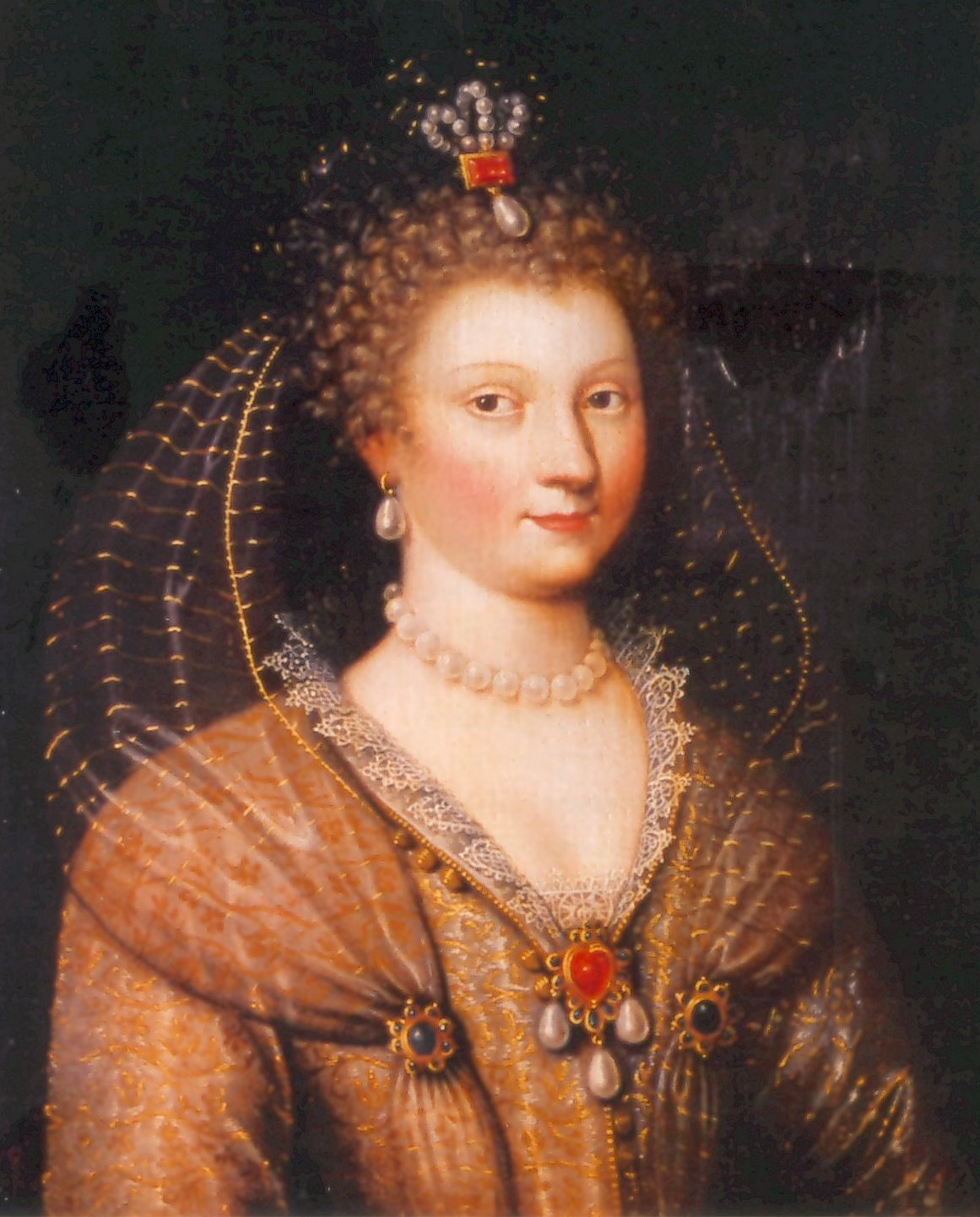
Louise de Clermont, Comtesse de Tonnerre, Anonym, um 1560, Collection ducale d’Uzès

### Duchesse d’Uzès
Im Mai 1565 belohnte Katharina von Medici in Mont-de-Marsan die Treue von Antoine de Crussol, indem sie ihn zum Herzog von Uzès machte.
Das Paar kehrte im März 1566 nach Tonnerre zurück und bereitete die Wiederinbesitznahme der Grafschaft vor. Sie besaßen dort keine Residenz mehr, die ein greifbares Zeichen ihrer Autorität gewesen wäre. Sie beschlossen daher den Bau eines Schlosses, das nicht durch seine Größe oder Schönheit, sondern durch seine Originalität auffallen sollte: Schloss Maulnes. Es hatte den Vorteil, dass es ideal gelegen war, um die Jagdleidenschaft des Adels zu befriedigen und den großen Wald, der damals die Haupteinnahmequelle der Grafschaft war, effizient zu verwalten.
Im September 1569 war der Bau des Hauptgebäudes in Maulnes so weit fortgeschritten, dass die Herzogin von Uzès einziehen konnte. Der Herzog hielt sich nur wenige Male in Maulnes auf, da er im Dienst der Königin häufig in verschiedenen Städten des Königreichs festgehalten wurde.
Im Januar 1572 wurde das Herzogtum Uzès zur Pairie erhoben, ein weiteres Zeichen des königlichen Vertrauens.
Doch das Königreich war wieder nahe an einem Bürgerkrieg. Die Spannungen waren groß, vor allem in Paris, das am Rande eines Aufstandes stand. Um die Gemüter zu beruhigen, arrangierte Katharina von Medici die Hochzeit von Heinrich von Navarra, dem wichtigsten protestantischen Führer, mit ihrer Tochter Margarete. Bei der Zeremonie in der Kathedrale Notre-Dame de Paris am 18. August 1572 begleitete Antoine d’Uzès die Königinmutter, während Louise de Clermont direkt hinter ihnen ging. Doch die unpopuläre Ehe hatte die Leidenschaften nur noch mehr geschürt, und das Attentat auf Admiral Coligny war der Funke, der das Feuer entfachte. Louise und Antoine, die von der königlichen Familie geschützt wurden, entgingen dem Massaker, ebenso wie ihr Bruder Jacques de Crussol, doch ihr jüngerer Bruder Galiot de Crussol wurde getötet. Weniger als einen Monat später bekannte Louise de Clermont sich zum Katholizismus.
Das Ehepaar kam im Oktober 1572 nach Maulnes, und Ende November reiste Louise ins Languedoc. Ihr Mann kehrt nach Paris zurück und nahm von Januar bis Juli 1573 an der Belagerung von La Rochelle teil.
Er erkrankte unter den schlechten Bedingungen im Feldlager und unter den Mauern der Stadt und starb am 15. August 1573.
Louise de Clermont kehrte im November 1573 in das Tonnerrois zurück.